# Navua F.C.
Navua F.C. là một câu lạc bộ bóng đá Fiji thi đấu ở giải hạng nhất của Hiệp hội bóng đá Fiji.
Đội bóng đến từ Navua, nằm ở phía Nam của đảo chính Viti Levu, giữa thị trấn Sigatoka và thành phố Suva. Sân nhà của đội bóng là Thomson Park. Trang phục của họ bao gồm áo đỏ, quần xanh, tất trắng.

## Lịch sử
Navua F.C. được thành lập năm 1943, cùng với sự thành lập của Hiệp hội bóng đá Navua, dưới sự điều hành của C.P. Singh, một cựu thành viên của Hội đồng Lập pháp. Đội bóng tiều tụy ở giải hạng nhì đã lên giải hạng nhất và thi đấu rất tốt trong thời gian gần đây.

## Thành tích
- League Championship (cho các Quận):

Vô địch: 0
Á quân: 1 (2005)
- Giải bóng đá vô địch liên quận:

Vô địch: 1 (2009)
Á quân: 0
- Battle of the Giants:

Vô địch: 1 (2005)
Á quân: 1 (1995)
- Fiji Football Association Cup Tournament:

Vô địch: 3 (2003, 2008, 2009)
Á quân: 2 (2004, 2010)

## Đội hình hiện tại
Ghi chú: Quốc kỳ chỉ đội tuyển quốc gia được xác định rõ trong điều lệ tư cách FIFA. Các cầu thủ có thể giữ hơn một quốc tịch ngoài FIFA.
| Số | VT | Quốc gia | Cầu thủ               |
| -- | -- | -------- | --------------------- |
| —  | TM | Fiji     | Sheik Moshin          |
| —  | TM | Fiji     | Rusiate Amasia        |
| —  | HV | Fiji     | Pene Eranio           |
| —  | HV | Fiji     | Sharwesh Vipal Prasad |
| —  | HV | Fiji     | Siga Ali              |
| —  | HV | Fiji     | Rizwan Ali            |
| —  | HV | Fiji     | Ronald Rao            |
| —  | TV | Fiji     | Inia Boko             |
| —  | TV | Fiji     | Ben Kumar             |
| —  | TV | Fiji     | Seveci Rokotakala     |
| —  | TV | Úc       | Micheal Kumar         |
| —  | TV | Fiji     | Rajneel Chand         |

| Số | VT | Quốc gia         | Cầu thủ          |
| -- | -- | ---------------- | ---------------- |
| —  | TV | Fiji             | Vineet Chand     |
| —  | TV | Fiji             | Lemeki Rasalato  |
| —  | TV | Quần đảo Solomon | Mohit Chand      |
| —  | TV | Fiji             | James Charittar  |
| —  | TV | Fiji             | Sailosi Livatalo |
| —  | TĐ | Úc               | Avikash Prasad   |
| —  | TĐ | Fiji             | Simione Damuni   |
| —  | TĐ | Fiji             | Iliesa Lino      |
| —  | TĐ | Fiji             | Kavitesh Bali    |
| —  | TĐ | Quần đảo Solomon | Marika Serukalou |
| —  | TĐ | Fiji             | Ratu Veresa Toma |
| —  | TĐ | Fiji             | Jesoni Takala    |

## Tiểu sử
- M. Prasad, Sixty Years of Soccer in Fiji 1938–1998: The Official History of the Fiji Football Association, Fiji Football Association, Suva, 1998.